# Eleocharis quinqueflora
Eleocharis quinqueflora es una especie de plantas herbáceas de la familia de las ciperáceas. Es originaria de Eurasia, América y África.

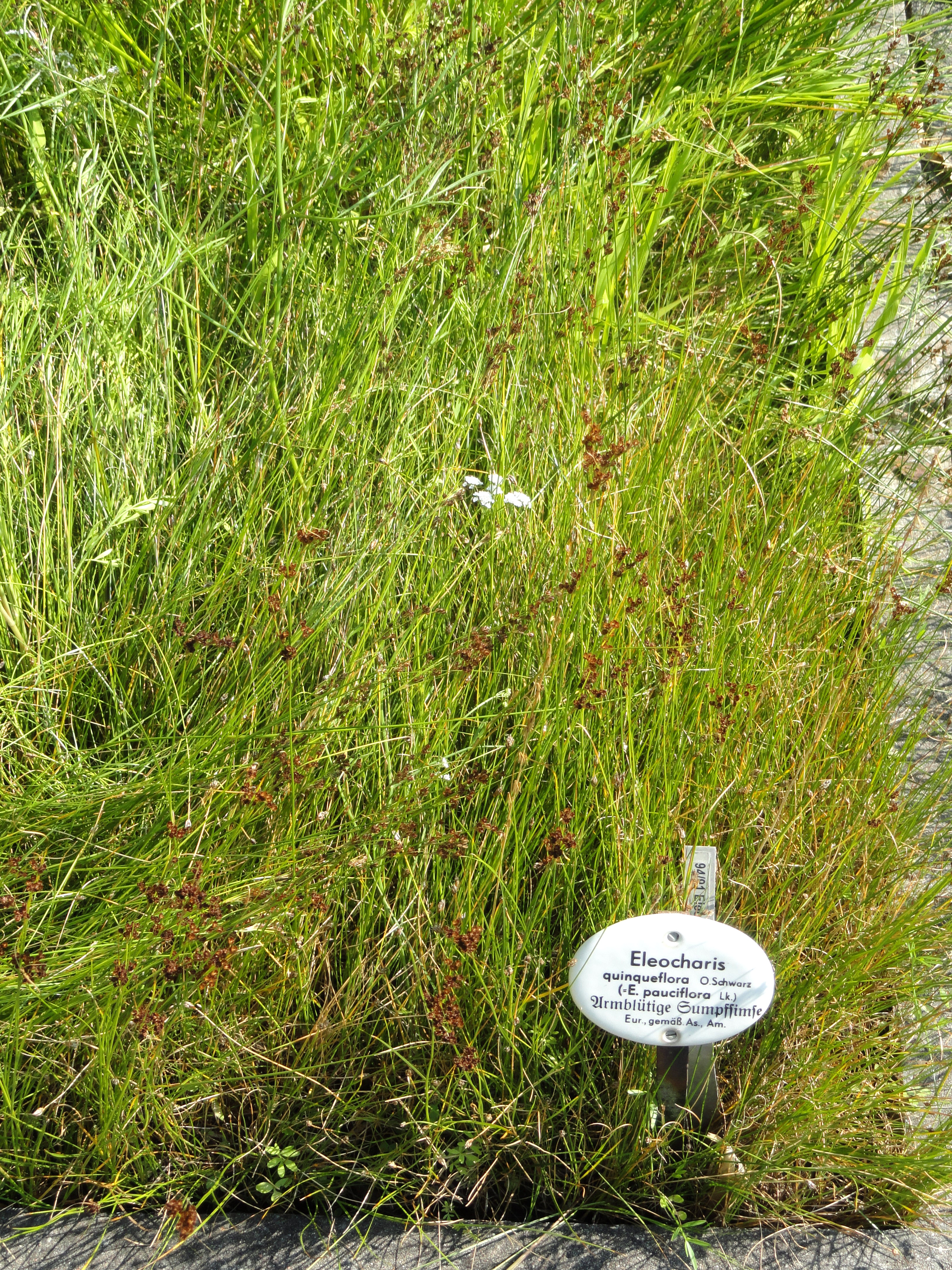
Vista de la planta

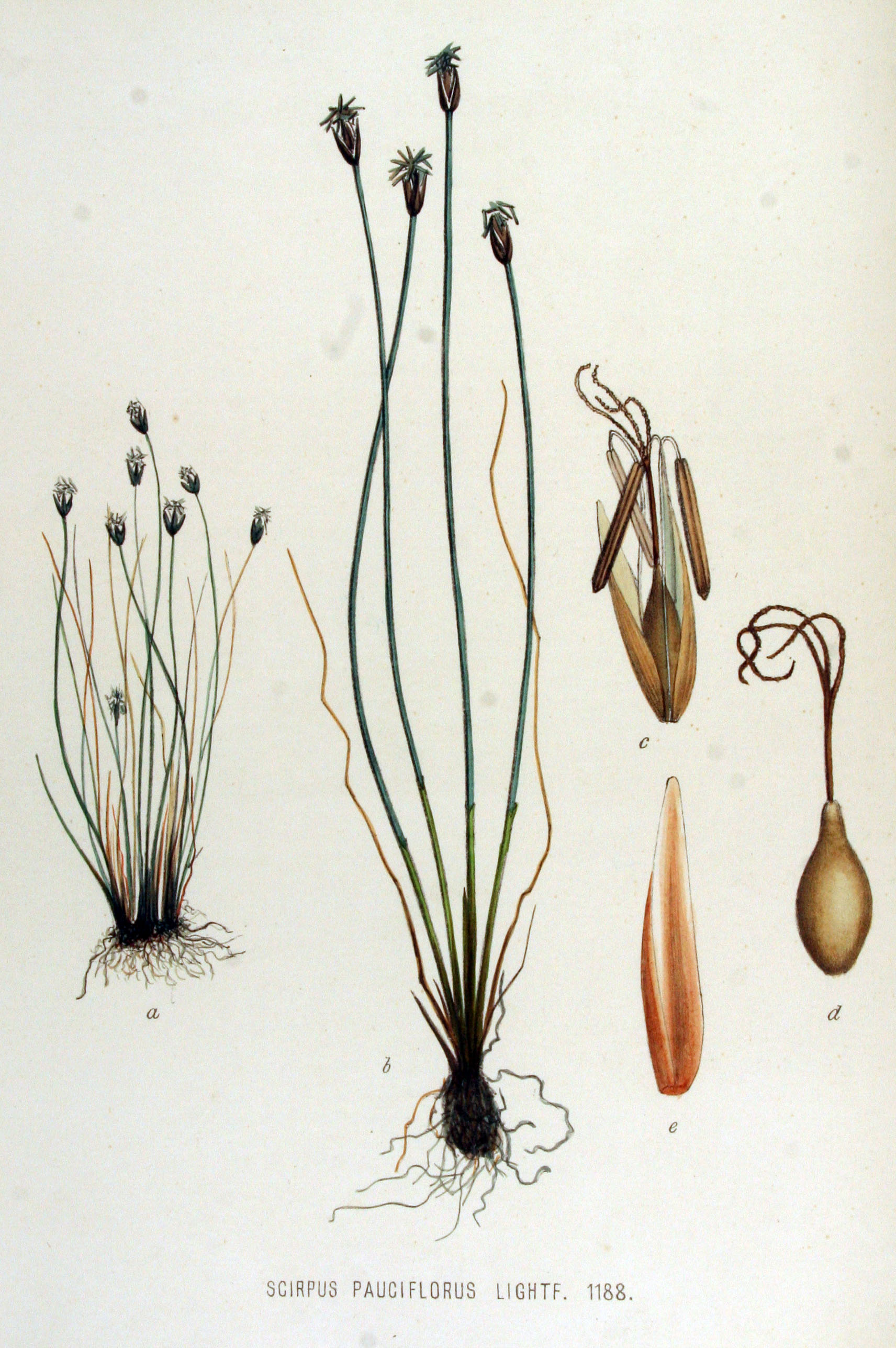
Ilustración

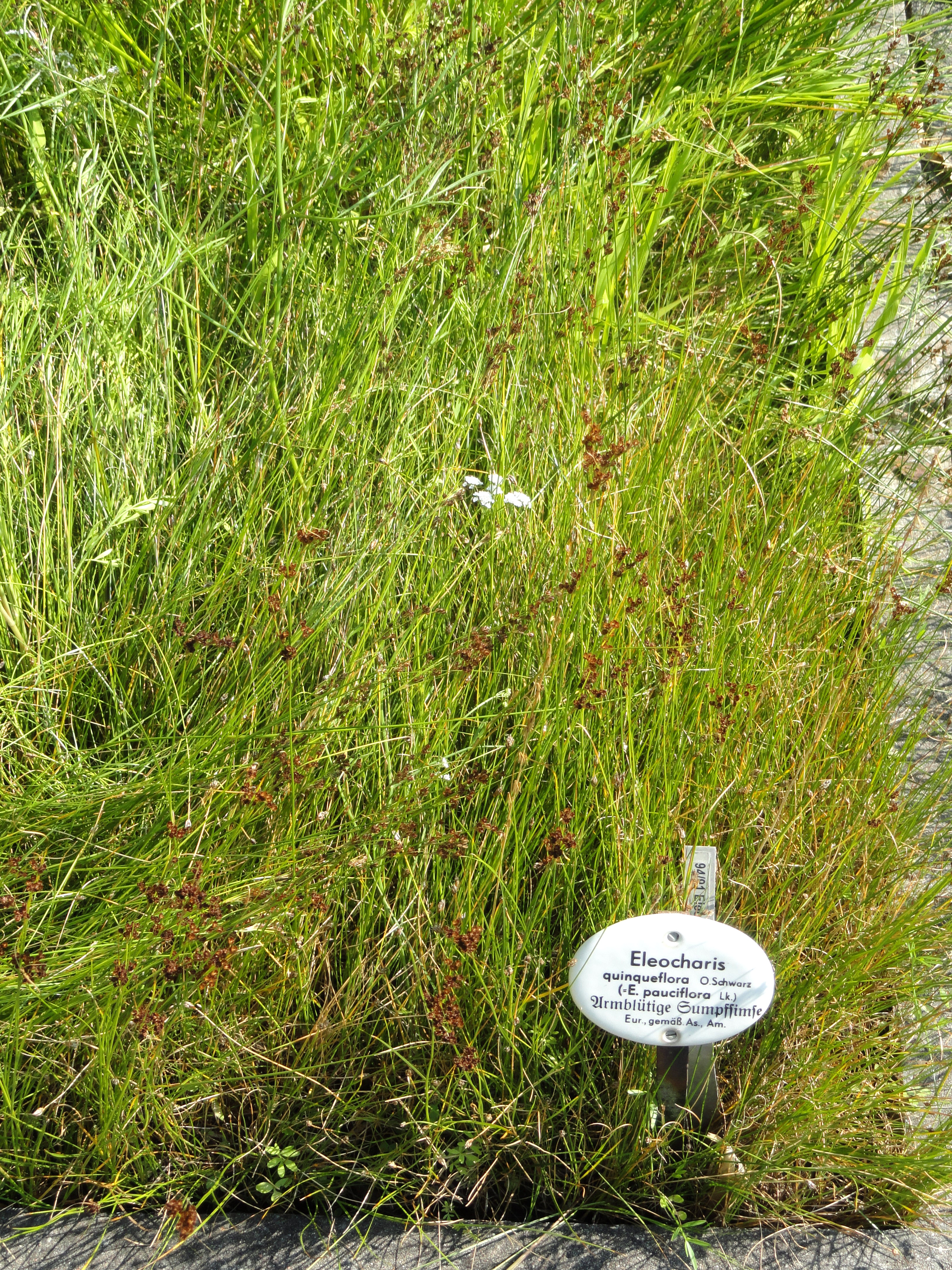
En su hábitat

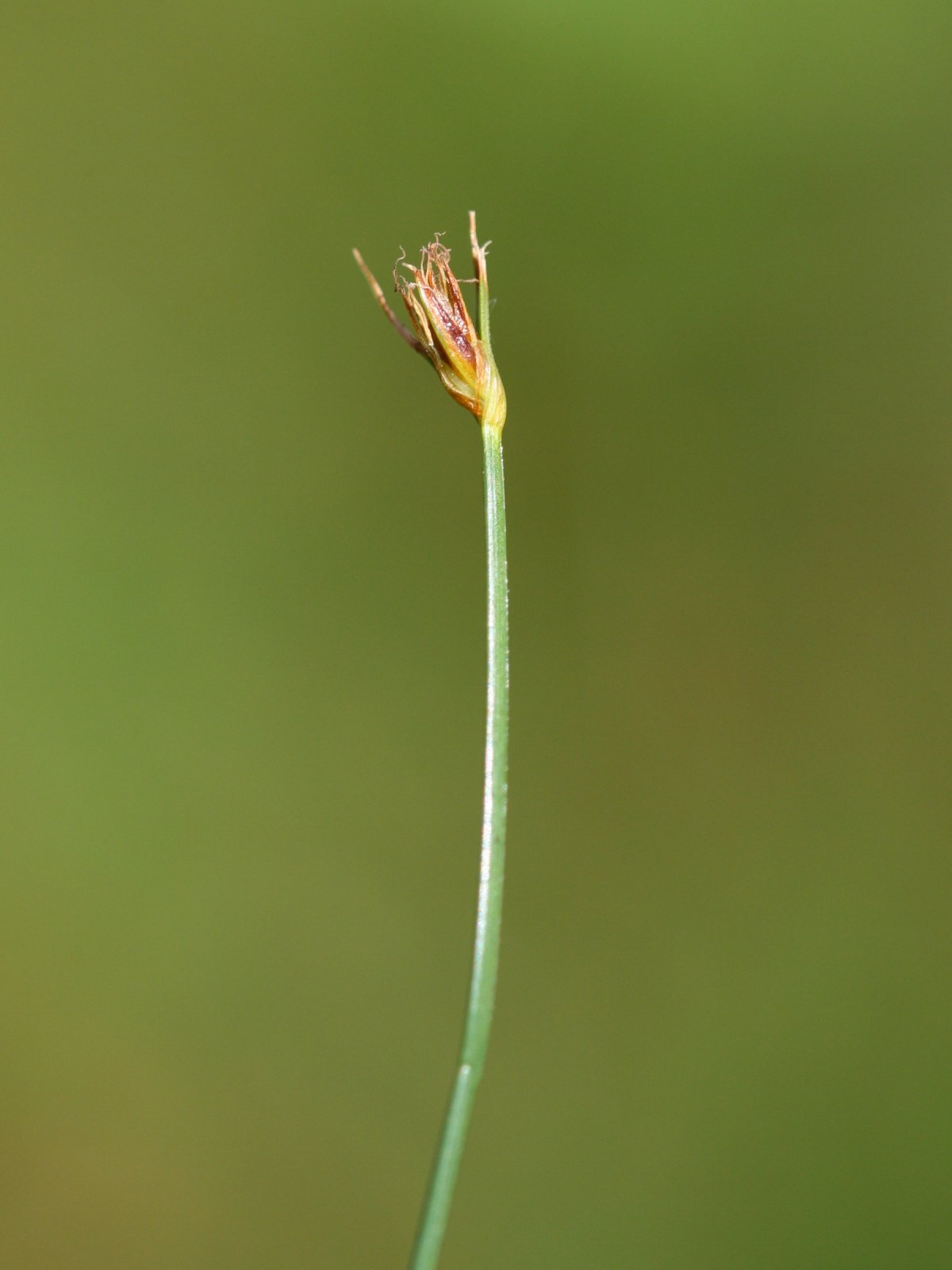
Detalle de la planta

## Descripción
Es una planta perenne; con rizoma de entrenudos largos, de 0,5-0,75 mm de diámetro, de rojizo a pardo obscuro, cubierto de escamas translúcidas cuando joven y terminado en grandes yemas de un color que varía del blanco al rojizo. Tallos (4)6-24(33) cm × (0,25)0,5-1(1,25) mm, rectos o algo curvados, prácticamente lisos cuando están frescos, estriados y surcados cuando secos, verdes, a veces glaucescentes. Vainas herbáceas, en muchas ocasiones teñidas de rojo hacia a la base, a veces decoloradas, la superior de ápice oblicuamente truncado, frecuentemente punteado de rojo y en ocasiones algo hialino. Espiguilla (3,7)5-6(7) mm, de contorno ovado a elíptico, con (3)4-8(9) flores. Glumas (2,5)3-5(6) mm, en disposición subdística, ovadas u ovado-lanceoladas, de ápice agudo u obtuso, de color pardo-rojizo a pardo obscuro, con una banda central verdosa, a veces imperceptible, y márgenes escariosos ± estrechos, que se pliegan notablemente en la fructificación para envolver los aquenios; la inferior sobrepasa largamente la mitad de la longitud de la espiguilla y la rodea en su base, generalmente es fértil, aunque en ocasiones los órganos sexuales que alberga pueden abortar. Estambres 3; anteras 1,5-2 mm, amarillas o anaranjadas, apiculadas, frecuentemente con el mucrón teñido de rojo. Estilo 2-3(5) mm, con 3 estigmas, por lo común persistente, a veces tardíamente caedizo, de rojizo a negruzco. Aquenios (1,5)2-2,5 × 1,2-1,5(1,7) mm, de contorno estrechamente obovado, trígonos, finamente reticulados, de color que varía del pardo al pardo rojizo obscuro, y puede tornar a grisáceo cuando están secos, recubiertos por una membrana frágil y translúcida, que termina por desprenderse; estilopodio de contorno triangular, atenuado en la base, negruzco al menos en la mitad superior; cerdas periánticas 3 o 6, que sobrepasan el cuerpo del aquenio, retrorso-escábridas, de rojizas a doradas. Tiene un número de cromosomas de 2n = 132* (134*).

## Distribución y hábitat
Se encuentra en prados húmedos, turberas y bordes de lagunas; indiferente edáfica; a una altitud de 630-2910 metros en América, Eurasia y Norte de África (Atlas). En la península ibérica aparece en los Pirineos, Cordillera Cantábrica, Sistema Ibérico y Sistema Central y cordillera Bética.

## Taxonomía
Eleocharis quinqueflora fue descrita por (Hartmann) O.Schwarz y publicado en Mitteilung der Thüringischen Botanischen Gesellschaft 1: 89. 1949.
Etimología
Eleocharis: nombre genérico compuesto que deriva del griego antiguo: heleios = "que habita en un pantano" y charis = "la gracia".
quinqueflora: epíteto latíno  que significa "con cinco flores".
Sinonimia
- Baeothryon halleri (Vill.) T.Nees
- Baeothryon pauciflorum (Lightf.) A.Dietr.
- Clavula boeotryon (L.f.) Dumort.
- Cyperus pauciflorus (Lightf.) Missbach & E.H.L.Krause
- Eleocharis atacamensis Phil.
- Eleocharis baeothryon (L.f.) Nees
- Eleocharis baeothryon Schult.
- Eleocharis czernjajevi Zoz
- Eleocharis fernaldii (Svenson) Á.Löve
- Eleocharis meridionalis Zinserl.
- Eleocharis obscura T.Koyama
- Eleocharis pauciflora (Lightf.) Link
- Eleocharis pauciflora var. fernaldii Svenson
- Eleocharis vierhapperi Bojko
- Isolepis andina Phil.
- Limnochloa baeothryon (L.f.) Rchb.
- Limnochloa pauciflora (Lightf.) Peterm.
- Scirpus atacamensis (Phil.) Kuntze
- Scirpus baeothryon L.f.
- Scirpus campestris Rottb.
- Scirpus cespitosus Pollich
- Scirpus graecus Quézel & Contandr.
- Scirpus halleri Vill.
- Scirpus pauciflorus Lightf.
- Scirpus pauciflorus var. campestris (Rottb.) Asch. & Graebn.
- Scirpus pauciflorus var. fernaldii (Svenson) Hiitonen
- Scirpus quinqueflorus Hartmann
- Scirpus sepium Honck.
- Trichophorum pauciflorum (Lightf.) Pignatti
- Trichophorum vierhapperi (Bojko) Pignatti[5]